# Kambochora
Kambochora (griechisch Καμπόχωρα) war von 1989 bis 2010 eine Gemeinde der Präfektur Chios auf der griechischen Insel Chios. Mit 950 Einwohnern (Stand 2001) war Chalkios Sitz der Kommunalverwaltung.

## Lage
Der Gemeindebezirk liegt im südlichen Teil der Insel und ist der einzige Gemeindebezirk ohne direkten Meereszugang. Das Gebiet des Gemeindebezirks steigt von Agios Minas im Südosten langsam nach Nordwesten an. Im Osten bildet der Berg Korakaris (Κορακάρης) die Grenze zur Stadt Chios. Ein Hügelland bildet den Übergang zu den Gemeindebezirken Ionia im Süden und Mastichochoria im Südwesten. An den südlichen Ausläufern des Provatas (Προβατάς) im Nordwesten (707 m, Kakia Rachi; Κακιά Ράχη) und im Norden grenzt Omiroupoli an.

## Verwaltungsgliederung
Durch den Zusammenschluss der zuvor eigenständigen Landgemeinden Chalkios, Vavili, Vasileoniko, Ververato, Dafnonas und Zyfias entstand 1989 die Gemeinde Kambochora. Mit der Verwaltungsreform 2010 wurden zum 1. Januar 2011 die Gemeinden der Insel zur Gemeinde Chios zusammengelegt. Kambochora bildet seither einen von acht Gemeindebezirken. Die ehemaligen sieben Gemeindebezirke bilden einen Stadtbezirk und sechs Ortsgemeinschaften. Die Einwohnerzahlen entstammen der Volkszählung von 2011.
| Stadtbezirk Ortsgemeinschaft | griechischer Name                       | Code     | Fläche (km²) | Einwohner 2001 | Einwohner 2011 | Dörfer und Siedlungen   |
| ---------------------------- | --------------------------------------- | -------- | ------------ | -------------- | -------------- | ----------------------- |
| Chalki                       | Τοπική Κοινότητα Χαλκείου               | 57010501 | 04,242       | 867            | 950            | Chalki                  |
| Agios Georgios Sykousis      | Τοπική Κοινότητα Αγίου Γεωργίου Συκούση | 57010502 | 24,606       | 778            | 579            | Agios Georgios Sykousis |
| Vavili                       | Τοπική Κοινότητα Βαβιλών                | 57010503 | 03,571       | 266            | 209            | Vavili                  |
| Vasileoniko                  | Τοπική Κοινότητα Βασιλεωνοίκου          | 57010504 | 04,109       | 392            | 377            | Vasileoniko             |
| Ververato                    | Δημοτική Κοινότητα Βερβεράτου           | 57010505 | 02,448       | 225            | 231            | Ververato               |
| Dafnon                       | Τοπική Κοινότητα Δαφνώνος               | 57010506 | 09,719       | 408            | 385            | Dafnon                  |
| Zyfias                       | Τοπική Κοινότητα Ζυφιά                  | 57010507 | 01,934       | 218            | 166            | Zyfias                  |
| Gesamt                       | Gesamt                                  | 570105   | 50,629       | 2920           | 2897           |                         |

### Chalkios
Mit 950 Einwohnern ist Chalkios (Χαλκειός (n. sg.)) der größte Ort des Gemeindebezirks und Verwaltungssitz. Chalkios liegt in der Ebene südlich des Berges Korakaris (Κορακάρης) und 6 km südwestlich von Chios. Am Ortseingang von Chalkios ist in einer ehemaligen Olivenmühle das Volkskundliche Museum der Gemeinde untergebracht.

### Vasileoniko
Das Dorf Vasileoniko (Βασιλεώνοικο (n. sg.)) liegt etwa 1 km östlich von Chalkios. Der Ortsname bedeutet Heimat des Königs, weil in der Antike in der Gegend ein König residierte.

### Vavili
Vavili auch Vavyli (Βαβίλοι (m. pl.) oder Βαβύλοι) liegt im Süden des Gemeindebezirks etwa 2 km südlich Chalkios in unmittelbarer Nähe der Straße die Chios mit Mesta verbindet. Im kleinen Byzantinischen Museum des Ortes werden neben kirchlichen Gegenständen auch Bilder der Kirche Panagia Krina, die etwa 2,5 km westlich liegt, ausgestellt. In Vavili wird Mastix produziert.
Die byzantinische Kirche Panagia Krina (Παναγία Κρήνα) liegt wenige km östlich des Dorfes. Im frühen 13. Jahrhundert wurde die Kirche, die in ihrer Bauweise an eine Miniatur der Hauptkirche des Klosters Nea Moni erinnert, mit Gemeinderaum und Vorraum (Esonarthex) errichtet. Der Innenraum wurde großzügig mit Wandmalereien ausgestattet. Bis zu fünf übereinanderliegende Gemäldeschichten konnten festgestellt werden. Im 18. Jahrhundert wurde außerhalb der Kirche ein weiterer Vorraum (Exonarthex) angebaut. Beim Erdbeben 1881 wurden große Teile der Kirche zerstört. Seit den frühen 1980er Jahren werden die Fresken restauriert. Ergebnisse dieser Arbeit sind die Fresken aus dem 14. Jahrhundert, die im Giustiniani Palast in der Festung von Chios ausgestellt sind. Jüngere Wandmalereien aus dem Jahr 1734 sind im Byzantinischen Museum von Chios ausgestellt.

### Agios Georgios Sykousis
Das Dorf Agios Georgios Sykousis (Άγιος Γεώργιος Συκούσης (m. sg.)) liegt auf etwa 360 m Höhe und ist damit der höchstgelegene Ort des Gemeindebezirks. Nach Osten fällt das Gelände zur Ebene von Kambos hin ab. Deshalb reicht der Blick über die Gemeinde bis zur kleinasiatischen Küste und bis zur Insel Samos im Südosten. Das Dorf liegt an der Straße von der 11 km entfernten Stadt Chios in den Südwesten der Insel.

### Zyfias
Das Dorf Zyfias (Ζυφιάς (m. sg.)) liegt 2 km westlich von Chalkios und ist mit einer Fläche von 1,90 km² zugleich auch kleinste Ortschaft (Τοπική Κοινότητα Ζυφιά).

### Ververato
Der Ort Ververato (Βερβεράτο (n. sg.)) liegt 1 km westlich von Chalkios.

### Dafnonas
Das Dorf Dafnonas liegt im Norden des Gemeindebezirks am Fuß des Berges "Kakia Skala" („schlechte Stufen“, Κακιά Σκάλα) einem südöstlichen Ausläufer des "Provatas" (Προβατάς) in etwa 200 m Höhe, 2 km nordwestlich von Chalkios. Östlich liegt der Berg "Korakaris" (Κορακάρης), dahinter in etwa 10 km Entfernung die Stadt Chios. Durch die erhöhte Lage reicht der Blick nach Osten und Südosten über einen Großteil des Gemeindegebiets und über das Meer bis zur kleinasiatischen Küste. Der Ortsname leitet sich von den ehemals in der Gegend zahlreich vorkommenden Lorbeersträuchern (Dafnes, Δάφνες) ab. Die ursprüngliche Siedlung Dafnonas lag bei Kanavoutsata in der Nähe des antiken Petrana. Zu Beginn des 11. Jahrhunderts wurde der Ort an seiner heutigen Stelle errichtet. Die mittelalterlichen Ruinen von Kanavoutsato, Stratigato und Vestarchato befinden sich in der näheren Umgebung des Dorfes und wurden ehemals von Genuesern bewohnt.

## Wirtschaft
Zum Einkommen der Bevölkerung tragen hauptsächlich die Einkünfte aus dem Anbau von Zitrusfrüchten (überwiegend Zitronen) und Mandeln bei, Oliven zur Ölerzeugung und Gartenbau werden überwiegend zur Eigenversorgung angebaut. Vavili zählt zu den mastixproduzierenden Orten.